# Rocky Marshall
Rocky Marshall (* 1967 in Sudbury) ist ein englischer Fernseh- und Filmschauspieler, der in der Nähe von Battersea Park lebt.

## Schauspielkarriere
Rocky Marshall absolvierte seine Ausbildung an der Mountview Academy of Theatre Arts und wurde dort die ersten zwei Jahre von Sam Kogan unterrichtet. Er spielte in Filmen wie Hart's War, Re-Kill, Mean Machine, und Star Wars: Das Erwachen der Macht als Colonel Datoo mit. Außerdem trat er in mehreren Fernsehserien als Gast und Hauptdarsteller auf, darunter Family Affairs, Band of Brothers und Law & Order: UK.
Er trat auch in zahlreichen Theaterstücken auf, von Off-Produktionen bis hin zum West End. Dazu gehören: Piaf, Faustus, Macbeth, Rabbit, Realism, The Love Girl und The Innocent. 2015 trat Marshall in der dritten Staffel des beliebten ITV-Historiendramas Mr. Selfridge als DI Perkiss auf. Ab 2016 war Marshall drei Staffeln lang in The Royals als Sicherheitschef James Hill zu sehen.

## Filmografie
- 1997: Clancy's Kitchen
- 2001: Band of Brothers (Fernsehserie, 3 Folgen)
- 2001: Mean Machine
- 2002 Das Tribunal
- 2009: Mr. Right
- 2014: Montana – Rache hat einen neuen Namen
- 2014–2018: Emmerdale (Fernsehserie, 20 Folgen)
- 2015: Remainder
- 2015: Re-Kill
- 2015: Star Wars: Das Erwachen der Macht
- 2015–2018: The Royales (Fernsehserie, 21 Folgen)
- 2019: A Confession (Fernsehserie, 1 Folgen)
- 2024 Silent Witness (Fernsehserie, 2 Folgen)
- 2024: Joan (Fernsehserie, 1 Folgen)